# Tribu Miwok de la Vallée de Californie
La Tribu Miwok de la vallée de Californie est une tribu reconnue par le gouvernement fédéral, du peuple Miwok dans le comté de San Joaquin et le comté de Calaveras, en Californie. Ils furent connus sous le nom de Sheep Ranch Rancheria ou Sheep Ranch Rancheria of Me-Wuk Indian of California. Les Miwoks de la vallée de Californie sont des Sierra Miwok, un peuple indigène de Californie.

## Gouvernement
La tribu est basée à Stockton (Californie). L'administration de la tribu est composée[Quand ?] de :
- Silvia Burley, présidente[5],[6]
- Anjelica Paulk, vice présidente[6]
- Rashel Reznor, secrétaire/trésorière[5],[6]

## Historique
Le Sheep Valley Rancheria a été établi en 1916 et sa surface est de 0,92 hectare dans le comté de Calaveras. C'est actuellement un cimetière.
À l'origine, la personne qui avait vécu sur la propriété Sheep Ranch était un homme nommé « Indien Jeff », qui était la seule personne disponible en 1934 pour signer la Loi sur la réorganisation des communautés indiennes qui lui est présentée par le BIA (Bureau of Indian Affairs). Les membres actuels de la « véritable » tribu Miwok de la vallée de Californie, qui ne comprend pas seulement Burley et ses filles, mais toute une communauté, sont les descendants de cette personne. Silvia Burley, ses enfants et les autres membres sont les seuls membres légitimes, et l'ont toujours clamé.
Il y a quelques années, un escroc a payé 5 $ pour devenir un membre officiel de la tribu. Il a ensuite commencé à travailler en connivence avec une série d'avocats, y compris un ancien commissaire de la California Gambling Control Commission (CGCC), qui travaille au ministère de la Justice et au Bureau des affaires indiennes (Agence centrale de Californie), cela dans le but de remplacer le Conseil tribal et de gagner le contrôle sur le terrain afin de construire un casino. Le résultat de ce plan machiavélique est la saisie de la terre sur laquelle vit la tribu Miwok.
En outre, en 1977, Yakima Dixie a brutalement assassiné son grand-oncle Lennie Jeff, puis a revendiqué l'appartenance de la tribu pour lui-même. Yakima Dixie n'a jamais été un chef héréditaire, ni aucun de ses frères. Lui et Chadd Everone ont essayé de prendre en charge la tribu depuis d'innombrables années maintenant, mais ont toujours échoué lamentablement.
Chadd Everone a engagé à la fois un ex-commissaire de la California Gambling Control Commission et un ex-avocat du Conseil général de la Commission, pour exploiter leurs relations personnelles préexistantes, afin d'influencer les membres actuels de la Commission et de mettre fin au financement(State Revenue Funding) qui est due à la tribu.

## L'affaire Everone/Wikileaks
Chadd Everone est le député d'une fausse tribu appelée Sheep Ranch Rancheria, dirigée par Yakima Dixie, un meurtrier.
Depuis des années maintenant, ils essaient tous deux de prendre le contrôle de la Tribu Miwok de la Vallée de Californie, afin de construire un casino à l'aide du magnat des casinos, promoteur immobilier, et entrepreneur Albert Seeno.
D'après certains documents de la cour, il a été découvert qu'Albert Seeno Jr. et son associé Chadd Everone ont été impliqués dans une escroquerie répartie sur plusieurs états, dont le but était de révoquer les membres de la Tribu Miwok de la Vallée de Californie, et de les remplacer par des non-autochtones, ce qui permettrait au clan de Seeno de construire un casino en Californie .
Le Peppermill Casino’s Incorporated, appartenant à Seeno, n'a pas été heureux avec leurs entreprises lucratives dans le Nevada. Chadd Everone a été mentionné dans une plainte concernant la vente de cartes tribales pour renforcer le nombre de non-autochtones qui prétendent être de la lignée Miwok, dans un effort de renverser la véritable tribu Miwok. 
Everone a également créé plusieurs sites Web en utilisant le nom des Miwok, pour essayer de légitimer sa bande de faux Miwoks. Albert Seeno a été clairement identifié comme celui qui finançait cette fraude et le vol d'identité.
En 2012, Wikileaks a révélé comment Chadd Everone a tenté de prendre le contrôle de la Tribu Miwok de la Vallée de Californie. Les noms, les dates et les transmissions personnelles de certains des politiciens les plus riches des États-Unis révèle la corruption au plus haut niveau.